# Gmina Komańcza
Gmina Komańcza je polská vesnická gmina v okrese Sanok v Podkarpatském vojvodství. Sídlem správy gminy je ves Komańcza. Území gminy sousedí se Slovenskem.
V roce 2019 zde žilo 4 541 obyvatel. Gmina má rozlohu 387,96 km² a zabírá 37,15 % rozlohy okresu.

## Části gminy
Czystogarb, Dołżyca, Duszatyn, Jawornik, Kulaszne, Komańcza, Maniów, Mików, Nowy Łupków, Osławica, Prełuki, Radoszyce, Rzepedź, Smolnik, Stary Łupków, Szczawne, Turzańsk, Wisłok Wielki, Wola Michowa, Wysoczany

## Sousední gminy
| Růžice kompasu | Jaśliska       | Bukowsko | Zagórz   | Růžice kompasu |
| Růžice kompasu |                | Sever    | Baligród | Růžice kompasu |
| Růžice kompasu | Gmina Komańcza |          | Baligród | Růžice kompasu |
| Růžice kompasu | Jih            |          | Baligród | Růžice kompasu |
| Růžice kompasu |                | Cisna    |          | Růžice kompasu |